# 桑耶镇
桑耶镇（藏語：བསམ་ཡས་，威利转写：bsam yas），是中华人民共和国西藏自治区山南市扎囊县下辖的一个乡镇级行政单位。

## 行政区划
桑耶镇下辖以下地区：
桑耶社区、松卡社区、前达村、乃卡村、亚杰村、念果村、洛村、桑普村和扎若村。